# HD 187340
HD 187340，又名BD+68 1079，SAO 18508、HR 7545，是一颗恒星，视星等为5.92，位于銀經101.37，銀緯20.78，其B1900.0坐标为赤經19h 44m 27s，赤緯+69° 20.78′ 34″。